# 西尾市立福地南部小学校
西尾市立福地南部小学校（にしおしりつ ふくちなんぶしょうがっこう）は、愛知県西尾市熱池町にある公立小学校。

## 概要
- 横手町、菱池町、上道目記町、下道目記町、針曽根町、長縄町、行用町、斉藤町、熱池町、野々宮町、市子町、平口町、天竹町、八ヶ尻町、川口町のが校区である。公立中学校の進学先は西尾市立福地中学校である[1]。

## 沿革
福地北部小学校の創立年は1906年である。ここではそれ以前についても記述する。
- 1873年（明治6年）10月 - 小学協同学校が開校する。
- 1876年（明治9年）7月
  - 協同学校が平口学校に改称する。
  - 道目記学校が開校する。
- 1877年（明治10年）12月 - 平口学校から横手学校が分離する。
- 1887年（明治20年）
  - 平口学校、横手学校、壱郷学校を統合し、尋常小学野々宮学校となる。
  - 道目記学校が尋常小学道目記学校に改称する。
- 1889年（明治22年）10月1日 - 
  - 野々宮村、横手村、天竹村、笹曾根村、平口村、市子村が合併し、六郷村となる。
  - 上道目記村、下道目記村、行用村、八ヶ尻村、針曾根村、長繩村、熱池村、斎藤村が合併し、豊田村となる。
- 1892年（明治25年）
  - 尋常小学野々宮学校が六郷村立六郷尋常小学校に改称する。
  - 尋常小学道目記学校が豊田村立豊田尋常小学校に改称する。
- 1906年（明治39年）
  - 5月1日 - 六郷村、豊田村、井崎村、及び大宝村の一部が合併し、福地村が発足する。
  - 9月15日 - 六郷尋常小学校と豊田尋常小学校を統合し、高等科を設置。幡豆郡福地尋常高等小学校に改称する。福地村内での校区の変更が行われ、ほぼ現在の校区となる。
- 1941年（昭和16年）4月1日 - 幡豆郡福地村南部国民学校に改称する。
- 1947年（昭和22年）4月1日 - 福地村立福地南部小学校に改称する。
- 1954年（昭和29年）8月10日 - 福地村が西尾市に編入される。同時に西尾市立福地南部小学校に改称する。

## 交通アクセス
- 名鉄東部交通一色線「熱池」バス停より徒歩3分。
- 名鉄西尾線福地駅下車、徒歩約25分。

## 周辺施設
- 西尾市立福地中学校
- 西尾市立福地北部小学校